# 藤口透吾
藤口 透吾（ふじぐち とうご、1909年10月28日 - 1970年12月20日）は、日本の小説家である。本名の藤口 藤吉（ふじぐち とうきち）、および筆名の藤口 透吉（ふじぐち とうきち）名でも著作を発表している。

## 人物・来歴
1909年（明治42年）10月28日、福岡県福岡市大工町（現在の同県同市中央区天神）に生まれる。1933年（昭和8年）、旧制・福岡市立第一専修学校を卒業、翌1934年（昭和9年）7月、東京府（現在の東京都）へ移転、1935年（昭和10年）4月には東京府職員として社会課に勤務する。
1936年（昭和11年）、日満交通新聞社に入社する。国立国会図書館蔵書によれば、同年5月に発行された『日本少年』第31巻第5号に『珍らしい國、奇妙な國』が「藤口透吉」名義で掲載されており、同蔵書ではもっとも古い発表作品である。 1937年（昭和12年）、河野シオリと結婚する。
1939年（昭和14年）下半期の第10回芥川龍之介賞において、予選候補に『秋情』『老骨の座』、候補には『老骨の座』が残った。1940年（昭和15年）上半期の第11回芥川龍之介賞では予選候補に『骨肉慚愧』が、1941年（昭和16年）下半期の第14回芥川龍之介賞では『駅逓物語』が参考候補に挙げられたが、ついに同賞を受賞することはなかった。いずれも「藤口透吉」名義である。
第二次世界大戦後の1946年（昭和21年）、勤労者生活協同組合連合会に勤めるが、1950年（昭和25年）には退職して、専業作家となる。
1958年（昭和33年）6月29日に日活が製作・配給して公開された、鈴木清順監督の『踏みはずした春』（主演左幸子・小林旭）は、藤口が書いた『BBSの女』を原作に映画化したものであった。
1970年（昭和45年）12月20日、福岡県筑紫郡春日町（現在の同県春日市）の末弟宅で心臓性喘息のため死去した。満61歳没。

## ビブリオグラフィ
国立国会図書館蔵書にみる作品と掲載誌、書籍の一覧である。「藤口透吾」名義のものは名義表記を省略する。

### 1930年代
- 『珍らしい國、奇妙な國』、藤口透吉名義、『日本少年』第31巻第5号所収、実業之日本社、1936年5月
- 『武勲と少年時代の話 護国の勇士よ有難う』、藤口透吉名義、金の星社、1939年
- 『秋情』、藤口透吉名義、『文藝首都』第7巻第6号所収、文芸首都社、1939年7月 - 第10回芥川龍之介賞予選候補[3]
  - 『日本小説代表作全集』第4集所収、編川端康成、小山書店、1940年
- 『老骨の座』、藤口透吉名義、『文藝首都』第7巻第10号所収、文芸首都社、1939年11月 - 第10回芥川龍之介賞候補★[3]
  - 単行本、学芸社、1940年8月

### 1940年代
- 『骨肉慚愧』、藤口透吉名義、『文藝首都』第8巻第4号所収、文芸首都社、1940年5月 - 第11回芥川龍之介賞予選候補（一般推薦）[3]
- 『片眼の人形』、藤口透吉名義、『日本少年文学名作選』昭和16年版所収、少年文学作家画家協会、金の星社、1940年
- 『駅逓物語』、藤口透吉名義、『文藝首都』9巻7号所収、文芸首都社、1941年9月 - 第14回芥川龍之介賞参考候補[3]
- 『ますらを物語』、藤口藤吉名義、絵北川実、新民書房、1942年10月
- 『メナムの河畔』、新民書房、1944年
- 『作家かジヤーナリストか』、藤口透吉名義、『文芸首都』第14巻第7号所収、文芸首都社、1946年10月
- 『近代道路』、藤口透吉名義、絵石川滋彦、『少女の友』第40巻第6号所収、実業之日本社、1947年6月
- 『愛を慕う子供たち』、藤口透吉名義、『少女の友』第41巻第5号所収、実業之日本社、1948年5月
- 『姉さんの馬鹿』前篇・後篇、藤口透吉名義、絵今村寅士、『少女の友』第41巻第7-8号連載、実業之日本社、1948年7-8月
- 『流れの中に』、藤口透吉名義、『文学時標』第6号所収、文学時標社、1948年9月
- 『酒徒行傳』、藤口透吉名義、『文芸首都』第17巻第5号所収、文芸首都社、1949年5月
- 『惡魔の戲れ』、藤口透吉名義、絵筧ひろし、『厚生時報』第4巻第8号所収、監修厚生省、厚生行政研究会、1949年8月
- 『はなれ島の少年』、藤口透吉名義、絵伊勢田邦彦、『小学四年』第4巻第9号所収、二葉書店、1949年9月
- 『やかんぐま』、藤口透吉名義、絵ふせいししげお、『小学三年』第4巻第10号所収、二葉書店、1949年10月
- 『名犬バリー』、藤口透吉名義、絵片岡京二、『小学四年』第4巻第12号所収、二葉書店、1949年12月

### 1950年代
- 『野象大陸』、藤口透吉名義、絵橋本隆雄、偕成社、1950年
- 『破綻のない小說』、藤口透吉名義、『文芸首都』第18巻第1号所収、文芸首都社、1950年1月
- 『オランダ重吉ひょう流記』、藤口透吉名義、絵小出剛郞、『小学四年』第5巻第6号所収、二葉書店、1950年6月
- 『虚飾の花』、藤口透吉名義、『作家』第29号所収、作家社、1950年10月
- 『われは雪の子』、藤口透吉名義、『なかよし』第3巻第22号所収、新潟日報社、1951年1月
- 『動物愛情物語』、藤口透吉名義、絵小野沢進、『少女世界』第4巻第1号所収、富国出版社、1951年1月
- 『学校教育の主体とPTA - 父兄の立場から』、藤口透吉名義、『文部時報』所収、文部省、1951年4月
- 『風と雨と一本杉』、藤口透吉名義、絵富田仁志次、『なかよし』第4巻第38号所収、新潟日報社、1951年5月
- 『不安と恐怖と抵抗について』、藤口透吉名義、『文芸首都』第20巻第1号所収、文芸首都社、1952年2月
- 『友情馬車』、藤口透吉名義、絵井上たけし、『小学六年生』第5巻第5号所収、小学館、1952年8月
- 『友の心をよぶ感激事実小説 よわむし小僧ばんざい』、絵伊勢田邦彦、『太陽少年』第3巻第4号所収、妙義出版社、1952年3月
- 『藻の花』、『文芸首都』第20巻第6号所収、文芸首都社、1952年8月
- 『思春期の子ら』、『厚生』第7巻第10号所収、厚生問題研究会、1952年10月
- 『しくじりこぞう』、『小学六年生』第5巻第8号所収、小学館、1952年11月
- 『明朗絵物語 ピンヒョロ物語』、絵久仁於（川原久仁於）、『女学生の友』第3巻第8号所収、小学館、1952年11月
- 『星かがやけり』、絵木村光久、『痛快ブック』、芳文社、1950年代[7]
- 『雪の高原よさようなら』、絵木村光久、『痛快ブック』、芳文社、1950年代[7]
- 『父恋し母恋し』、鶴文庫、鶴書房、1953年
- 『不合格の辯』、『文芸首都』第21巻第9号所収、文芸首都社、1953年9月
- 『素人俳優の弁』、『文芸首都』第21巻第12号所収、文芸首都社、1953年12月
- 『あっぱれ黑帯少年』、絵伊勢良夫、『中学生の友』第31巻第7号所収、小学館、1954年10月
- 『事実美談 心に太陽を持て』、絵伊勢良夫、『中学生の友』第31巻第8号所収、小学館、1954年11月
- 『友情物語 友情は限りなく』、絵伊勢良夫、『中学生の友』第32巻第1号所収、小学館、1955年4月
- 『壁の中の子供たち』、『丸』第9巻第1号通巻94号所収、潮書房、1955年12月
- 『0学級の子供たち』、誠信書房、1956年
  - 『要支援児教育文献選集』第21巻所収、編・解説中野善達、クレス出版、2009年2月 ISBN 4877334629
- 『成金太平記』上巻、朋文社、1956年
- 「愛の田園交響楽(三重苦の子等に捧げる青年教師の愛情)」『婦人生活』第10巻第7号、同志社、1956年7月1日、162 - 179頁、NDLJP:2324928/79。
- 『事実感激 荒波の中の少年群』、絵亀山ひろし、『中学生の友』第33巻第5号所収、小学館、1956年7月
- 『この子らに光を』、絵中山正美、『中学生の友』第33巻第7号所収、小学館、1956年9月
- 『戦後派金豪列伝 金豪』、朋文社、1957年
- 『艶筆葛の葉物語』、艶筆文庫、文芸評論社、1957年
  - 『安倍晴明 陰陽師 伝奇文学集成』所収、編志村有弘、勉誠出版、2001年10月 ISBN 4585090282
- 『BBSの女 わが愛のすべてを』、朋文社、1957年
- 『偉人物語 愛の十字架を背おって』、絵石井達治、『中学生の友』第34巻第2号所収、小学館、1957年5月
- 『スター物語 あこがれの丘に花咲く 八潮悠子の巻』（八潮悠子）、女学生の友』第8巻第5号所収、小学館、1957年8月
- 『偉人物語 三重苦の聖者』、絵石井達治、中学生の友』第34巻第5号所収、小学館、1957年8月
- 『スター物語 私のすべてをささげて 中村雅子の巻』（中村雅子）、女学生の友』第8巻第6号所収、小学館、1957年9月
- 『世界有名実録小説 ヒマラヤ山中逃走記』、原作H・ハーラー、絵岩田浩昌、中学生の友』第34巻第8号所収、小学館、1957年11月
- 『踏みはずした春』、朱雀社、1958年
- 『南極の髭』、『週刊新潮』第3巻第18号通巻117号所収、新潮社、1958年5月
- 『人物伝記 目にもとまらぬ快速球』、絵石井達治、『小学六年生』第11巻第8号所収、小学館、1958年10月
- 『ニュースストーリー 僕の名は建築士』、『中学生の友』第35巻第8号所収、小学館、1958年11月
- 『町で拾った実話 狩野川の孤児』、『小学六年生』第11巻第10号所収、小学館、1958年12月
- 『わき役人生 PTAてんやわんやの巻』、刀江書院、1959年
- 『この空はかぎりなく』、刀江書院、1959年
- 『山岳小説 響けアルプスの鐘』、絵霜野二一彦、『中学生の友』第35巻第11号所収、小学館、1959年2月
- 『不幸にもめげず 一家をせおう中学生 - 神戸市太田中学三年 山口雅弘君』、『中学二年コース』第2巻第12号所収、学習研究社、1959年3月
- 『心に太陽をもて』、絵輪島清隆、『6年の学習』第13巻第12号所収、学習研究社、1959年3月
- 『ニュース物語 日本のパパさんありがとう』、『小学三年生』第14巻第4号所収、小学館、1959年7月
- 『バレリーナ物語 永遠の白鳥』、絵遠藤てるよ、『女学生の友』第10巻第6号所収、小学館、1959年8月

### 1960年代
- 『海に叫ぶ歌』、絵中野淳
  - 第1-3話、『中学時代二年生』第4巻第10号 - 第4巻第12号所収、旺文社、1960年1月 - 同年3月
  - 第4-6話、『中学時代』第12巻第1号 - 第12巻第3号所収、旺文社、1960年4月 - 同年6月
- 『ニュースストーリー そのあとを追え!』、『小学四年生』第39巻第1号所収、小学館、1960年4月
- 『ダイヤル119番 はたらく消防物語』、有明書房、1961年
- 『江戸火消年代記』、創思社、1962年
- 『われら日本一のポスト・マン』、絵梁川剛一、『中学生の友』第38巻第11号所収、小学館、1962年2月
- 『火事と喧嘩は江戸の花 日本の火災』、『安田火災海上 繁栄に奉仕する』所収、フジ・インターナショナル・コンサルタント出版部、1963年
- 『鳶太平記』、南北出版サービスセンター、1966年
- 『女であることの幸せを』、『食生活』第61巻第6号通巻687号所収、カザン、1967年6月
- 『消防100年史』、共著小鯖英一、創思社、1968年
- 『八光流宗家奥山龍峰』、創思社、1969年

### 1970年代
- 『暫くの間さようなら』、プレス東京出版局、1970年
- 『藤口透吾選集』、牧野出版、1971年

## 関連事項
- 日本の小説家一覧
- 芥川龍之介賞
- 鈴木清順